# Alis Guggenheim
Alis Guggenheim (Lengnau, 8 maart 1896 - Zürich, 2 september 1958) was een Zwitsers kunstschilderes en beeldhouwster.

## Biografie
Alis Guggenheim werd geboren als dochter van een veehandelaar en leider van de joodse gemeenschap van Lengnau. Ze volgde in Zürich een opleiding tot hoedenmaakster en zou vervolgens van 1916 tot 1924 haar eigen hoedensalon uitbaten. Nadat ze kennismaakte met Mischa Berson, een student Russisch recht, vertrok ze in 1919 samen met hem naar Moskou. Daar werd ze lid van de Communistische Partij van de Sovjet-Unie. Na de geboorte van haar dochter Ruth keerde ze in 1921 terug naar Zürich, waar ze zich aansloot bij de Zwitserse Communistische Partij. Vanaf 1924 schakelde ze over naar de beeldhouw- en schilderkunst. Op de Schweizerische Ausstellung für Frauenarbeit (SAFFA) stelde ze onder meer het beeld Frau 1928 tentoon. In 1942 verhuisde ze naar Muzzano in het kanton Ticino. Rond 1950 schreeft ze een werk over het dagelijkse leven van de joden in haar geboorteplaats Lengnau.
- Gemeinsame Normdatei: 119081091
- Historisch woordenboek van Zwitserland: 041102
- International Standard Name Identifier: 0000 0000 7982 5101
- Library of Congress Control Number: n92068486
- Nationale Bibliotheek van Israël: 987007509857305171
- Réseau des bibliothèques de Suisse occidentale: 02-A013882294
- RKD-Nederlands Instituut voor Kunstgeschiedenis: 286146
- SIKART: 4025249
- Système universitaire de documentation: 243942176
- Union List of Artist Names: 500484432
- Virtual International Authority File: 8189763
- WorldCat: E39PBJhXcbHfXKKm4qGvmBfwmd